# Marcusenius rheni
Marcusenius rheni är en fiskart som först beskrevs av Fowler, 1936.  Marcusenius rheni ingår i släktet Marcusenius och familjen Mormyridae. Inga underarter finns listade i Catalogue of Life.